# Dominique Schnapper
Dominique Schnapper (nascuda el 9 de novembre de 1934) va ser membre del Consell Constitucional de França del 2001 al 2010. També és acadèmica i professora de sociologia. Els seus estudis sociològics han estat en gran part històrics i han anat des d'investigacions sobre minories i treball fins a altres sobre ciutadania i nacions. Ha estat nomenada Cavaller de la Legió d'Honor i Oficial de l'Orde des Arts et des Lettres. És filla de l'intel·lectual francès Raymond Aron.